# IC 2629
IC 2629 је спирална галаксија у сазвјежђу Лав која се налази на листи објеката дубоког неба у Индекс каталогу.
Деклинација објекта је + 12° 6' 16" а ректасцензија 11h 12m 36,9s. Привидна величина (магнитуда) објекта IC 2629 износи 15,2 а фотографска магнитуда 16,0.